# Bicaron (Tel Aviv)

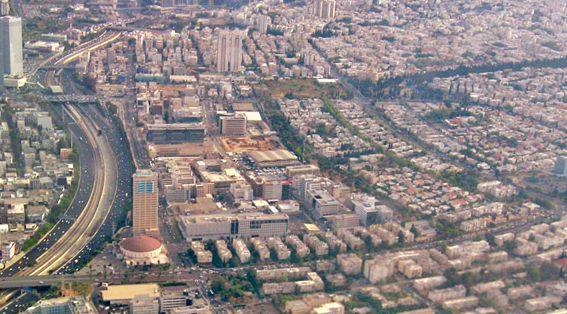
Letecký pohled na čtvrť Bicaron (vlevo) a Ramat Jisra'el (vpravo), zcela vlevo Ajalonská dálnice

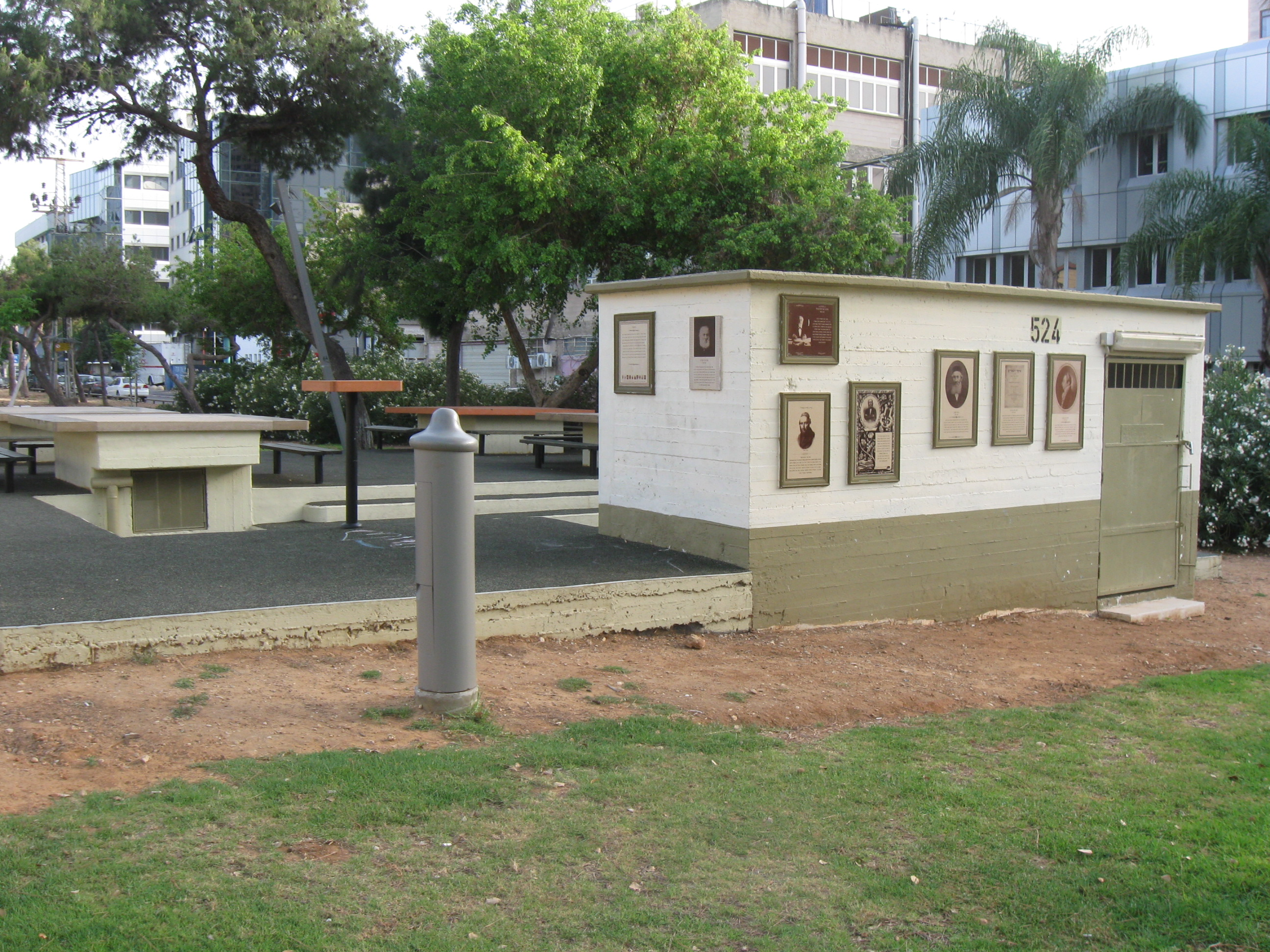
Informační kiosk ve čtvrti Bicaron

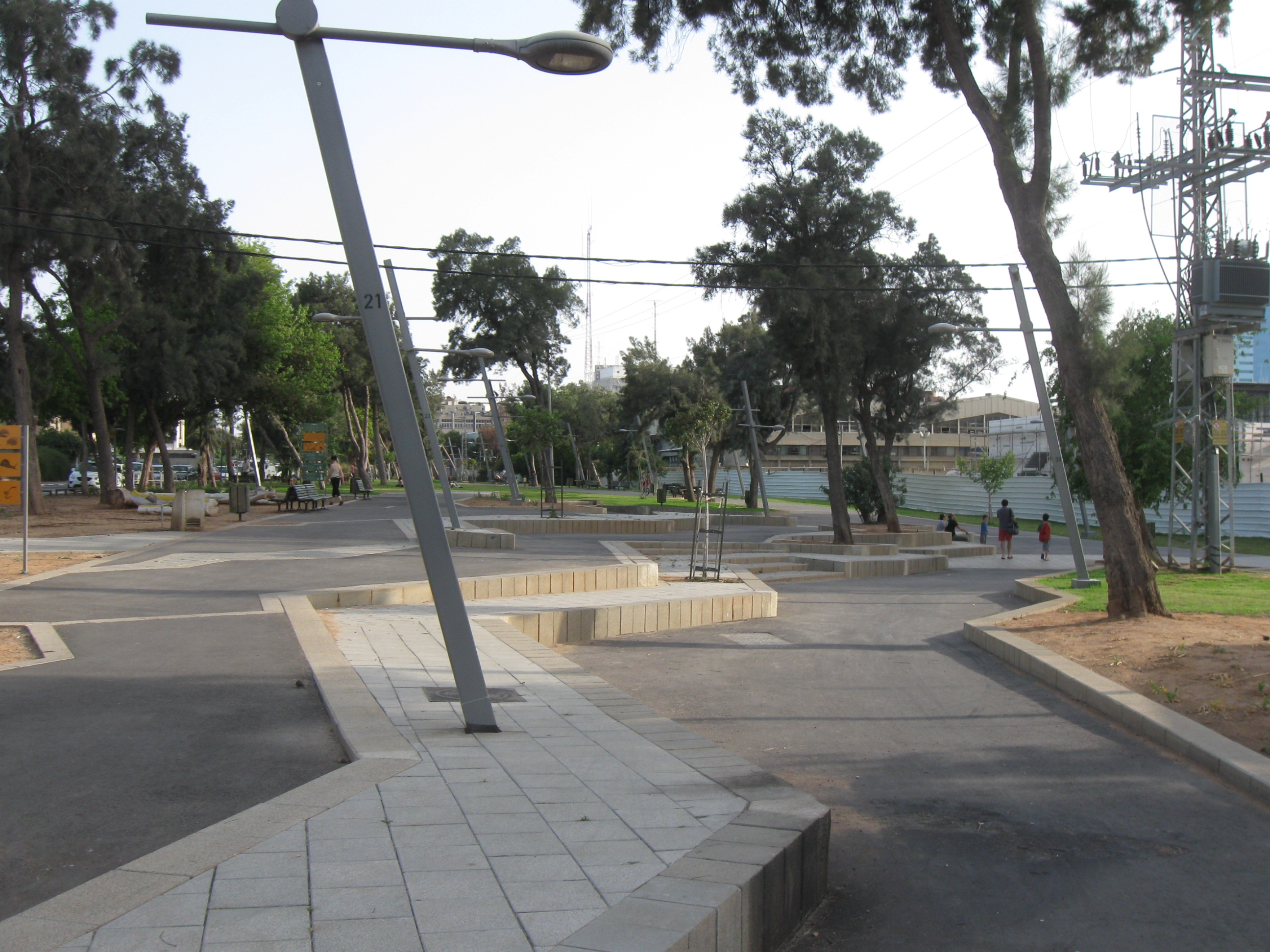
Zástavba ve čtvrti Bicaron, třída Sderot ha-Haskala

Bicaron (hebrejsky: בצרון, doslova Pevnost) je čtvrť v severovýchodní části Tel Avivu v Izraeli. Je součástí správního obvodu Rova 9 a samosprávné jednotky Rova Mizrach.

## Geografie
Leží na východním okraji Tel Avivu, cca 3 kilometry od pobřeží Středozemního moře, v nadmořské výšce okolo 20 metrů. Dopravní osou je takzvaná Ajalonská dálnice (dálnice číslo 20), která probíhá společně s tokem Nachal Ajalon po západním okraji čtvrtě Vede podél ní i železniční trať. Nachází se tu železniční stanice Tel Aviv ha-Šalom. Na severu se čtvrtí sousedí čtvrť Nachlat Jicchak, na východě Ramat Jisra'el a na jihu Jad Elijahu.

## Popis čtvrti
Plocha čtvrti je vymezena na severu ulicí Derech ha-Šalom, na jihu ulicí Jicchak Sade na východě třídou Derech Moše Dajan a na západě Ajalonskou dálnicí. Zástavba má charakter husté městské blokové výstavby. V západní části čtvrtě se rozkládají komerční areály. V roce 2007 tu žilo 2900 lidí.  Nachází se tu kulturní centrum Cinerama,